# 8ビットパソコン
8ビットパソコン（はちビットパソコン）とは、1970年代から1990年代初頭に発売された、8ビットCPU（MPU）を搭載したパーソナルコンピュータ（パソコン）である。技術分野や産業など実用分野以外でも、ホビーパソコンとして趣味の個人によるコンピューター利用黎明期に利用されていたが、後に高度化を続けたパソコンは、8ビット機から16ビットを経て32ビットCPUを搭載した機種へと引き継がれていった。
世界的には、コモドールのPET 2001、タンディラジオシャックのTRS-80、AppleのApple IIなどで、多彩なCPUやオペレーティングシステムが採用された。
本項では以下、日本国内における主にハードウェアに関する一般論を記述する。一般家庭におけるユーザーの利用などに関しては、パソコン御三家の項を参照のこと。

## 概要
これらは日本国内において以下に挙げるような8ビット御三家に代表されるようなパソコンシリーズがあり、工業分野や研究分野、また教育分野や一般家庭へと多く発売されていた。
- PC-8800（NEC：PC-88VA含む）シリーズ
- FM-7（富士通：FM-8,FM-77,FM77AV含む）シリーズ
- X1（シャープ：X1turbo,X1turboZ含む）

これらに加え、マイクロソフトとアスキー、家電各社による統一規格のMSXと、16ビット機のPC-9800シリーズ（NEC）などが追従して、1983年-1988年頃のパソコンソフト市場を形成していた。
また、日本におけるパソコンの黎明期にあたる1979年-1982年頃には以下のシリーズが特に一般市場で人気を博していた。
- PC-8000シリーズ（PC-8800シリーズ含む）（NEC）
  - 入門機としてPC-6000シリーズも追随。
- MZシリーズ（シャープ）
- ベーシックマスターシリーズ（日立）

このほか、以下に挙げるようなシリーズが発売されていた。
- PC-6000シリーズ（NEC）
- ぴゅう太（16ビットパソコン・トミー工業）
- M5（ソード）
- MB-S1（日立）
- SMC-777（ソニー）
- パソピア（東芝）

これらは様々な分野で活用されたものの、一般家庭では専門教育を受けた人間以外には扱い難いこともあり、ホビーユース分野では趣味のプログラミングやコンピューターゲームに利用されることが多かった。とはいえ熱心なマニアの中にはROMライターを接続してハードウェア制作に役立てたり、機械制御を行ったりといった用途に利用した人もある。農業高校でこれを利用し、ビニールハウスの温度管理で無人化に成功した事例も報告されている。
勿論、産業分野では様々な機械制御に利用された訳だが、この中には初期の宇宙開発事業でロケットの打ち上げ制御に利用された例もあったという。

### 特徴
この時代の8ビットパソコンの特徴としては、
- 8ビットCPU（MPU）と64KBのメモリを搭載
- 48KB内外のVRAMを搭載し、640×200ドットで8色のカラー表示が可能
- BEEPによる単音、3和音程度のPSG音源、また後期には3ch程度の4オペレータFM音源を搭載した演奏機能
- 5インチ/8インチ 2Dのフロッピーディスクドライブの接続または内蔵と、これらのシステム資源を管理するDOS（ディスクオペレーティングシステム）環境の整備

と、概ね似通ったスペックおよび表現力を持つ点で一致する。
その一方で、これらはそれぞれに独自のアーキテクチャーを持つコンピューターとして設計され、現在のPC（PC/AT互換機）のように単一アーキテクチャーの上でスペックが異なるといった事情とは本質的に異なる事情に置かれ、異なるアーキテクチャーをもつコンピューターが乱立していた。すなわち、これら8ビットのホビーパソコンたちはソフトウェア・ハードウェアともに互換性を持たず、拡張カードやペリフェラル類はもちろんのこと、ソフトウェアについてもその殆どが各機種専用にコーディングされ、機種依存した実行バイナリが供給されていたのである。
ただし、80系CPUを搭載した機種については、デジタルリサーチのCP/Mオペレーティングシステム（OS）が世界的な標準OS環境として普及しており、CP/Mが供給された機種については、これらCP/M用のアプリケーション（実行バイナリ）やファイル、データ等について、機種やアーキテクチャーを問わず相互運用が可能であった。
同様に、6809系のコンピューターにおいては標準OS環境としてOS-9が用いられた。また、68系のマシンには、Z80カードの追加によってCP/M環境を利用できるもの（FM-7、Apple II等）も多かった。

### 互換性
当時は標準というものがほとんどなく、各社から様々な個性を持ったパソコンが発売された。内部仕様が公開されておらず、市場規模も小さかったため、今日のパソコンに見られるようなサードパーティー製の周辺機器は極めて少なく、一部のリバースエンジニアリングによって設計された（言い換えれば「動作面で不安の残る」）製品や、パソコンメーカーに莫大なライセンス料を支払って製造された機器（ライセンス料が上乗せされた分だけ高価である）ものがあるに過ぎなかった。必然的にメーカーブランドの純正品を使用する必要があるが、周辺機器は一般に利益率が高く、本体の価格を引き下げる原資ともなっていた。ただし、本体買い替えによって手持ちの周辺機器が使えなくなることも珍しくなく、ユーザーは余計な出費を強いられることになった。
また、各社が独自に設計していたこともあり、ソフトウェア環境もまちまちで、殊に他メーカー製品との互換性は皆無に等しく、同じメーカーでも機種ファミリーが違えば互換性がないことすらあった。例としては、PC-6000シリーズとPC-8000シリーズ、X1シリーズとMZシリーズなどが挙げられる。
CP/M等のシステムを介したアプリケーション等は一定の互換性があり、『Oh!X』では雑誌掲載の形で、S-OS"SWORD"というシステムを発表しており、同様に一定条件下で同じバイナリが動作した。

### 歴史的経緯
これらの8ビットパソコンはその全盛期において、概ね64KBのメインメモリーを装備、表示機能なども8ビットパソコンとして当初から機能的にはほぼ飽和した、オールインワン的なパッケージとして登場したことが特徴的である。これらには専用の各種オプション機器がメーカー側より豊富に提供されていたが、基本動作に関しては、専用モニターと接続して単体で動作させることを前提としたソフトウェアも数多く出回っていた。
なお、これらは相互の互換性は各メーカー間でほとんど考慮されておらず、同メーカーでも機種ファミリーが違えば互換性がないのが当然で、これらはユーザーをひどく混乱させたが、その一方で人気の機種に人気のソフトウェアが集中する傾向も発生、急速に寡占化して、一般の消費者レベルでは8ビット御三家と呼ばれる人気機種も登場している。
これらの国産8ビットパソコンは、そのルーツを紐解くと1980年代中葉にゲーム利用分野で隆盛する以前の1970年代末頃から連綿と続いており、その原型をワンボードマイコン等に求めることができる。パソコンとして一般への普及を目指し始めた初期の頃こそ8kBや16kB・32kBといった記憶容量しか持っておらず、白黒表示や4-8色表示であったが、特に家庭向けホビー市場に多く売れることで良好な収益をあげやすいことから、メーカーは挙ってホビーユースに対応する製品に進む傾向を強めた。
この当時には、人間が理解しやすい形態にまとめられている高級プログラム言語BASICが一般化、これらでコンピューターをプログラミングすることで、利用者はコンピューターを操作することができた。勿論、ワンボードマイコン時代に機械語等で直接、プロセッサーをプログラミングするユーザー向けにも対応していた。
日本においては1980年代初頭に登場した初期のパソコン製品が、同年代中葉にかけてサポート体制の充実やユーザーコミュニティーの活動活性化、また対応アプリケーションソフトウェアの充実などの環境面に発生した格差によって次第に「人気機種」と「不人気機種」に別れていった。
なお、1980年代初頭の生き残り合戦に敗れた（特に総合家電メーカーを中心とする）勢力は、のちにマイクロソフトとアスキーが提唱した統一規格パソコンMSXに参画し、市場が16ビットパソコン主流に移行する1980年代の終わりから1990年代初頭に至る頃まで、どうにか主要な8ビットパソコンとMSXシリーズは市場を維持していた。
一方、同時期の日本国外の（欧米の）コンピューターメーカーはいずれも日本における販路の開拓には熱心とはいえず、欧米圏でのみそのシェアを維持している。特に日本市場ではゲームにのみ興味をもつユーザー達には外国産のゲーム（洋ゲー）の異質さ・大味さもあって十分なアピールを行えなかったため、国内のホビー（ゲーム）パソコン市場への参入にはことごとく失敗し、欧米ではメジャーであったこれらアタリやコモドール、アップルコンピュータ、タンディなどの製品は、販売代理店を立てたり個人輸入などで細々と輸入される程度であった。
他方、日本の国内メーカーもまた国産パソコンの輸出にはことごとく失敗しており、8ビットパソコン市場においては、日本は事実上の鎖国に近い状況であった。これは、この時期の国産パソコンと対応アプリケーションに独自の文化を形成させた要因の一つであるともいえ、その一方で当時の技術的限界から日本語表示機能は「漢字ROM」などのハードウェアに依存していた部分も、相互乗り入れの足枷となっていた。
これら8bitパソコンで育ったエンジニアやプログラマーの卵（当時）たちだが、ほどなくして日米半導体協定、バブル崩壊、PC/AT互換機の台頭など「電子立国」斜陽の時代が直撃することになる。国産メーカーやアプリケーションにいまひとつ出遅れた遠因ともいえよう。他方、ゲーム業界では華々しい活躍をしたものも多い。

## 用途
この時代の、家庭向け8ビットホビーパソコンは、ワープロ・家計簿や、さらにプログラミングをすることで「何にでも使える便利な箱」として売り出された。実際に購入してみると「パソコンは、ソフトがなければただの箱」で、実用ソフトは高額だったり追加ハードへの投資が必要、また雑誌のBASICプログラムをキーボードで打ち込む作業が待っていた。結局、主用途はもっぱら（原始的な）ゲームになることが多かった。しかしそれでも、技術分野においてこれらは、その汎用性から大いに活用されていた。

### 実用品? 非実用品?
この時代の個人向けパソコンは、機能的・性能的に漢字の取り扱いが困難（漢字ROM内のデータをVRAM上へ転送する操作にしても、ユーザーレベルで対応が求められ、極めて原始的な日本語変換プログラムさえ搭載していなかった）で、実務への応用がまだ難しいものであったという事情がある。この時代には原始的なワードプロセッサ（ワープロ）ソフトウェアも見られたが、ソフトウェアをカセットテープやフロッピーディスク媒体に依存するこれら汎用のパソコンよりも、ワープロ専用機のほうが遥かに実用レベルにあった。
なお、ASCII文字のみで実務が可能となる欧米圏では、8ビットパソコンは実務に供され一般消費者にも広く普及しており、日本においては16ビット機の世代、PC-9801とMS-DOSによる日本語処理の実用化によって普及を開始した1980年代後半-1990年代初頭と比較すると、5年から10年先んじていた。これら欧米圏のパソコンでは、一般家庭から業務分野に至るまでタイプライターから急速にパソコンへの置き換えが進んで、論文やレポート・業務報告などの記録されたフロッピーディスクが頻繁にやり取りされていた。
このように実務は困難でありながら高価な商品（パソコン）となると、現在ではその存在意義の根底から問われ兼ねない代物ではあるが、当時はこれをホビーパソコンなどと呼称し、「趣味や夢のためのパソコン」（=実用性はない玩具）としてその大半が販売されており、現在ほどコンピューターに対しての理解が一般にはなかった時代には「なんだか解らないが、凄そうなので欲しい」という漠然とした憧れを持って購入する者すらいた。特に後年の利用形態は「高級ゲーム機」として存在していたといってもよいくらいで、コンピューターゲーム市場はホビーパソコン向けのソフトウェアを販売していたし、パソコン販売店でもゲーム用途に特化した店舗が主流となっていた。

### 開発環境として
とはいえ少数の、1ボードマイコン時代からのマニアや技術分野の者にとって、これらは充分実用的であったともいえる。これら国産の8ビットパソコンでは、既にハードウェア開発分野において成熟していたCP/M環境マシン、アマチュアに人気のあったBASICのマシンとしてもコンパクトかつ高性能にまとまっており、CP/Mを扱うユーザーが個人所有して実務に供したり、オペレーターやプログラマー、エンジニアなどが実務に使用した。また、学生などもFORTRANやPascal等のプログラミングの演習を行ったり、論文作成などの用途に使用していたユーザーがいなかった訳ではなく、特に一般消費者向けの16ビットパソコンが登場・普及を開始する以前には、これらの用途にも（当時の水準で）一定の需要が存在していた。

### プログラミング
この時代のパソコンの多くは、BASICインタープリターを本体内蔵ROMなどに標準搭載ないし添付されていた。これらは追加投資なしで利用可能な「プログラミング環境」であった。
一般消費者の多くは、プログラミングの勉強にこの追加投資の必要のないBASICインタープリターを活用した。処理速度は概して遅く、業務等に利用可能なアプリケーションソフトウェアや市販のゲームに匹敵するものを制作することは困難であった。そのためにメインのプログラムはBASICで記述し、計算や画像表示などの時間のかかる処理はマシン語で行うというプログラミング手法も使われた。
一方、より専門的な世界では、CやFORTRAN、COBOL、Pascal等のプログラミング言語やアセンブリ言語（機械語）なども活用されはじめており、これらの言語の多くはCP/M環境の上に構築されたコンパイラや統合環境として利用された。
活用という面では、研究者やプログラマー・エンジニア等の「コンピューター界隈の業務を生業とする人々」が主体であったが、その一方で高等教育における学生たちの演習にも活用されていた。中には趣味でありながら、プロ顔負けのソフトウェアを作成するマニア達も存在した。

### パソコン雑誌
利用価値は低いながらもBASICインタプリターの利用が活発であった証左として、当時は毎月BASIC言語による投稿プログラムリスト（数KB程度のソースリスト）が掲載されるパソコン雑誌があり、単純なパズルやサンプルプログラムから、中にはインタプリターの限界に迫るスクロールシューティング（ただしキャラクタグラフィックスである）まで、アイデア勝負の多様な世界が花開き、身近なプログラミング環境として主に低年齢層にその存在をアピールしていた。この分野における当時の代表的な雑誌としては『マイコンBASICマガジン』（電波新聞社）、『テクノポリス』（徳間書店）などが挙げられる。
一方、より高度・広範な知識や技術を取り扱うパソコン誌は、網羅的な総合誌と各機種・アーキテクチャーごとに細分化した専門誌に分化してゆく。
総合誌には、アセンブリ言語や各種コンパイラー等によって作成されたより高度な投稿アプリケーションがダンプリスト（バイナリコードを16進数の形で出力したリスト）やディスクサービス、市販ソフト化といった形で掲載・提供されるが、読者に人気の高い記事・アプリケーションとなるとやはり圧倒的にゲームであり、実用的な応用アプリケーションは比率としては希少であった。当時の代表的な総合誌としては『I/O』（工学社）、『月刊アスキー』（アスキー）、『月刊マイコン』（電波新聞社）、『RAM』（廣済堂）などが有名であった。
各メーカーの互換性のないシリーズ・アーキテクチャーごとに分化した専門誌では、華々しいコンテスト等とは無縁ではあったが、アーキテクチャーや環境により踏み込んだ解説記事（中には内蔵ROMの完全解析やハードウェアの改造にまで踏み込んだものも少なくなかった）やソフトウェアが掲載され、中には独自のDOSシステムからアセンブラー、リンカ、スクリーンエディター、果ては高級言語コンパイラやインタープリター等に至るまで、単にダンプリストのみではなくそのソースから連載されるなど、現在持て囃されているオープンソースソフトウェアの平行進化的な状況すら形成していたパソコン誌も存在した。当時の代表的な専門誌としては日本ソフトバンクの『Oh!』シリーズ（Oh!PC、Oh!MZ、Oh!FMなど）が挙げられる。

### ゲーム
国産ホビーパソコンにおいてはゲームも盛んに作られ、プレイされていた。特に実務や専門性の高い用途で16ビットパソコンへの移行が開始されて以降は、8ビットパソコンは高級ゲーム機としての側面をより強化してゆくことになり、各メーカーもかつての人気機種のコストダウンモデルを投入している。
それらゲームの多くは、（当時の技術水準の上では）高解像度で精細な表示を活用したアドベンチャーゲームやロールプレイングゲームなどが主流であり、初期にはソフトウェア供給媒体の制約（カセットテープによる一括ロードや、主要な部分をBASIC言語によって書かれたものすら存在した）からライン&ペイントによる画像指向の作品が、中期以降はフロッピーディスク媒体によって供給され、プログラムを全てマシン語（アセンブリ言語）によって記述されたビットマップグラフィック主体のゲームやアクション性を追求した作品、更にはワイヤーフレームやポリゴン処理による初期の3D作品なども登場している。
同時代のファミリーコンピュータ等のゲーム専用機と比較すると、これらホビーパソコンはプレーンドピクセル型のVRAMを搭載しているためドット単位のキャラクターアニメーションはゲーム専門に設計されたものではないことから苦手としており、アクション性をもつ作品でも多くはキャラクタの移動は横8ドット（VRAM上の1バイト）単位であることが多く、末期に登場した全画面スクロールの作品などでも、スクロール速度や描画速度・キャラクター数などには相当な無理があった。
その反面、64KBのRAMを搭載し、（ゲーム専用機と比較して、当時の水準では）広大なVRAMを兼ね備え、フロッピーディスクなどのストレージ媒体へ随時データの読み書きが可能な当時のパソコンは、ゲーム専用機と比較すると総合的な自由度は遥かに高く、またライセンシーとの契約締結やロイヤリティーの支払い、販路の制限などもなかったため、アクション系以外のほぼ全てのジャンルにおいて、自由な発想のもとに大小さまざまなメーカーがソフトウェアを供給しており、現在流通しているビデオゲームに存在するほぼ全てのジャンル・構造は、この時代に出尽くしたといって良い状況であった。
なお、当時のホビーパソコンにおいてゲーム用途での利用が大きな割合を占めていたことを反映して、1980年代にはパソコン向けのゲームを中心に取り扱うゲーム雑誌が数多く存在していた。当時の代表格としては『ログイン』（アスキー）、『BEEP!』（日本ソフトバンク）、『POPCOM』（小学館）、『コンプティーク』（角川書店）などが挙げられる。しかし後にファミコンなどのゲーム専用機が広く家庭に普及するようになると、これらの雑誌はそれらゲーム専用機向けの内容に転換を図るか、もしくは廃刊するかの選択を余儀なくされ、かろうじて存続した雑誌でも誌面におけるパソコンゲーム関連記事の割合は激減した。

#### 当時の家庭用ゲーム機
当時の家庭用ゲーム機は、ソフトウェアをROM（ロムカセット）によって供給するものが主流であったため、メモリーはスタックとワーク、VRAM用に数KBずつ搭載することによって、高速かつ高度な表現力を持ちながらも普及価格帯に抑えることに成功していた。ROMは半導体であり、大量生産は可能であっても磁気媒体と比較すれば遥かに高価であったため、ソフトウェア全体の容量もROMチップの集積度や価格に左右されていた。このためアイテムやイベント・各種パラメータといったデータの管理で大量に記憶容量を消費し、マップデータや画像データが膨大な容量となるRPGやADV、シミュレーションゲーム分野は不得意とされていた。
また、画像の出力先が一般のテレビであったため、無闇に解像度を上げることも構造上不可能であり、カラフルで動きの速い映像を作ることに特化していた反面、動きは少なくとも精細な画像の表現には不向きであり、表示するメッセージやパラメーターの多いRPGや、精緻な画像が売りとなるアドベンチャーゲームなどはパソコン向きのジャンルであったといえる。
初期のコンピューターRPGやアドベンチャーゲームは、専らパソコン向けのソフトウェアであり、後に『ポートピア連続殺人事件』や『ドラゴンクエスト』等の家庭用ゲーム機向けのものが発売された以降にも、パソコン向けのこれらゲームは、家庭用ゲーム機を遥かにしのぐ表現能力で根強いファンを獲得していた。また、そのようなゲームは必然的にプレイ時間が長くなるため、ゲームデータを一時保存する必要があった。テープやフロッピーディスクに保存できるパソコンとは違い、当初のロムカセットは保存機能がなかったため、パスワードやSRAMバッテリーバックアップといった方法が採用されるまでは実際に発売するのも困難だった。
またその一方で、低年齢層がプレイすることも多い家庭用ゲーム機ソフトウェアとは違い、零細企業やマニア等による同人活動によって製作されたソフトウェア（ハドソンも当初はそれに近いものだった）も多数存在し、その中には現在でいうところのアダルトゲーム（当時は単純に「エロソフト」と表現されていた）も少なくなかった点で、それらの成人向けの内容により、家庭用ゲームとパソコンゲームの間には顕著な市場の違いが見られた。

### CG（コンピュータ・グラフィックス）
一般消費者がビットマップグラフィックスを可能とする環境と手段、すなわちコンピューターとフレームバッファを手にしたのは、この時代が最初といえるであろう。
当初は、標準搭載されたBASICインタプリターによるラインおよびペイントによって描画する幾何学図形やマンデルブロ集合などの「コンピューターグラフィック」が主に描かれ、普及しユーザーが増加してのちは、漫画やアニメなどのキャラクターの模写などが行われるようになる。上記プログラミングの項でも触れたように、パソコン雑誌やユーザーズクラブ会報等でそれらのプログラムリストが掲載され、流通するようになった。
中期以降、フロッピーディスクドライブの普及に伴いビットマップグラフィックデータの保存が実用に至ると、現在のデジタルドローイングのルーツともいえるペイントソフトが登場する。これはマウスやジョイスティック、キーボードなどによってカーソルを移動し、指定したドットや周辺のピクセルを操作するという現在のデジタルドローイングの基本要素を満たしており、現在との決定的な違いはその解像度および発色数（bit深度）であった。
また、ワイヤーフレームやポリゴン処理、レイトレーシング処理などによる3DCGも行われ、レイトレースに至っては640×200ドットの画像1枚分の演算に数日-数週間もかけるなど、現在の演算資源やメモリ資源があり余ってさえいるような状況からは想像もつかない世界ではあったが、時間と情熱を注ぎ込んで果敢に挑戦するユーザーやマニアたちがいた。ワイヤーフレームやポリゴンによって描画した画像（をCRTに表示したもの）を1枚ずつコマ撮りすることによって、CGアニメーションフィルムを作る個人や集団も存在していた。
個人がコンピューターやフレームバッファといった手段を手にすることができるようになった結果、このように現在行われている様々な手段への挑戦が、既にこの時代に行われていたのである。

### デスクトップミュージック
この時代の8ビットパソコンの多くは、特に初期においては搭載されていた音源が貧弱であったことから、一部のテクノ系アーティストなどが自らの作品の一部に独特のピコピコ音などを取り入れることはあったものの、それはエキセントリックな行為として認識されるほど特異なケースであり、プロユースの世界で広く音源として扱われることはなかった。
中期以降はMIDIインタフェースを拡張して本格的なDTM環境を構築することも可能であり、パソコンを（音源としてではなく）シーケンサーやコンポーザーとして応用するアーティストやマニアは特別珍しくもなく、これらの環境は後にDTM環境として発展してゆくことになる。
一般ユーザーの利用状況としては、当初はやはり単音から3和音程度の矩形波や三角波を扱うことがせいぜいといったものであり、一部には現在のDTM環境のルーツといえなくもない原始的なアプリケーションも存在していたが、多くはBASICインタプリターからこれらを操作して、童謡やクラシック、テレビ番組の耳慣れたBGMなどを鳴らして楽しむ程度であった。
中期以降に（主にゲーム用の音源として）FM音源が搭載されることにより表現力を増したことから、既存の楽曲を入力したり、出来のよいゲームの音楽を再現したりしたプログラムリストがパソコン誌上などを賑わせたが、オリジナルの楽曲の出来を競うよりも既存の（有名な）楽曲をよりよく再現できた作品の方が読者の評価が高いなど、創作性よりも再現性に比重を置かれることが多く、クリエイティビティーとは縁遠い、独特の世界であったといえる。
また、これらはいずれもBASICインタプリターとMML（Music Macro Language）といったこの時代に固有の表現に依存した媒体であったため、後にDTMへと繋がったMIDI系の文化とは対照的に、現在ではほぼ全て廃れている（一部、携帯電話用の着メロデータの記述に、MMLから派生した言語が採用されている例が存在する）。

### 実務
性能的な制約から、日本語処理を前提とした実務はおおむね困難とされたこの時代の8ビットパソコンではあるが、漢字ROMの搭載（または増設）を前提として、原始的な漢字変換機構を用いた実務ソフトウェアが供給されており、日本の一般消費者における実務コンピューティングの原初的な環境は整えられていた。その典型的な用途は日本語ワープロおよび表計算であり、現在のパソコンにおけるオフィススイート環境と本質的には同様である。
ただし、当時の8ビットパソコンはテキスト画面上に漢字の表示を可能とする漢字テキストVRAMを搭載しておらず、グラフィックVRAM上において漢字フォントのビットマップをCPUが直接ドライブすることにも処理速度上相当な無理があり、また一般消費者の多くにはオペレーティングシステムやファイルシステムといった概念もまだ普及していなかったため、特に初期-中期において実装されたほとんどのワープロソフト環境では、画面の描画が遅く、また文書やデータファイルもソフトウェアごとに独自の形式で互換性を持たないことが多く、ソフトウェアとしてもブートストラップから直接起動し、コンピューターを単に専用ワープロ（もどき）化するためのソフトウェア、といった性質の強いものであった。
しかし、この時代（および直後の16ビットパソコンの時代）においてよくいわれた、文字コードを16ビットで表記する日本語を不足なく扱うためには16ビットのCPUが必要である等といった論調は必ずしも正しいとはいえず、処理の遅さは単に、動作クロックの低さと効率的な処理法（漢字テキストVRAMの搭載など）に対応していなかった、これら初期-中期の8ビットコンピューターのアーキテクチャーに拠るところが大きい。
現に、同時代の8ビットオフィスコンピュータ（オフコン）等では、独自OSやCP/M環境等における日本語処理を念頭においたアーキテクチャーを採用し、これらの処理と処理速度を実用のものとしている。
後期に入り、高解像度（640×400ドット）表示を実現した後継機種の登場や、一部機種において漢字テキストVRAMなどが搭載され、またバンクメモリや漢字変換辞書ROMの搭載・対応などにより、実用的な速度で日本語におけるスクリーンエディットが可能になってゆく。またCP/Mやその互換DOS環境（CDOSやMSX-DOS等）上に構築することで、ファイルシステムやファイルフォーマットにおける互換性・相互運用性等も考慮したアプリケーションとして発展するようになるが、この頃にはNECが16ビットパソコンのPC-9801とMS-DOS環境による快適な日本語環境を市場に投入して普及も始まっており、時既に遅しといった状況であった。
一方、日本語処理を必ずしも必要としない用途については、1970年代末よりCP/M環境が標準的であり、これらの実行環境として国産の8ビットパソコンは安価でよくまとまっており、表計算や欧文ワープロ環境、プログラミングやデータ処理環境等として、個人ユーザーや理工系の学生などを中心に重宝されていた。
またNC盤や工場・設備管理などの制御にもこれらの8ビットパソコンは応用され、主にシーケンサやデータロガー等として活用されており、最近まで町工場などでは現用に供されている当時の機械を目にすることもあったほどである。

### 教育とパソコン
この時代、一部の高校や中学では、来るべきコンピューター時代におけるプログラマー養成の意図もあって、盛んにコンピューター教育を取り入れるところもあったが、もっぱらBASICが使用されていた。しかし現実には、BASIC（BASICインタプリター）によって商用レベルにあるアプリケーションソフトウェアを記述することはほぼ不可能であり、これらの教育は後に「むしろ構造化プログラミングの概念を教えるのに有害でさえある」とすらいわれた。
また同時代には、コンピューターによる教育支援という可能性から、テスト用紙に記入する代わりにパソコンに答えを入力する・または教科書の代わりに、随時質問を受け付けながらパソコン画面に説明を表示していくコンピュータ支援教育（CAI）が提唱され、一部の学校で試験運用も始まった。この時代を通して相当数のパソコンが教育機関に納入されており、学習塾でも取り入れる所も出てきた。この分野は今でもe-ラーニングという形で継続されている。

### 後継機となった16/32ビットパソコン
- PC-9801
- X68000
- FM TOWNS

### 海外の主要8ビットパソコン
- Apple II（Apple Computer）
- PET 2001（コモドール）
- TRS-80（タンディ・ラジオシャック）
  - またはAtari 800（アタリ）